# Robert Talarek
Robert Talarek (ur. 3 czerwca 1983 w Garwolinie) – polski bokser kategorii średniej, były interkontynentalny mistrz organizacji IBO oraz zdobywca tytułu IBF East/West Europe.

## Kariera
Z zawodu jest górnikiem. Od początku bokserskiej kariery związany z klubem Silesia Boxing. Swoją pierwszą zawodową walkę stoczył 6 kwietnia 2013 roku, wygrywając na punkty z Rafałem Piotrowskim.
Początki Talarka w zawodowym boksie były trudne - z pierwszych dwudziestu sześciu zawodowych walk przegrał aż jedenaście, głównie na wyjazdach, a werdykty w wielu walkach były kontrowersyjne. Boksował we Francji, Szwecji, Niemczech, Wielkiej Brytanii, Belgii, w Czechach, Hiszpanii, czy na Węgrzech. Po porażce z Johnem Ryderem (22-2) z maja 2016 roku w jego karierze nastąpił jednak przełom. Najpierw, 2 lipca 2016 roku w Norymberdze nieoczekiwanie pokonał na punkty faworyzowanego Kinga Davidsona (18-1), a potem pokonał przed czasem kolejno Sebastiana Skrzypczyńskiego, Josemira Poulino, oraz Gökalpa Özeklera.
24 czerwca 2017 roku podczas gali Polsat Boxing Night w Gdańsku pokonał w rewanżowym pojedynku wyraźnie na punkty Norberta Dąbrowskiego (20-6). Sędziowie punktowali jednogłośnie jego zwycięstwo 79-73, 79-72, 77-74.
1 października 2017 roku w Katowicach znokautował w trzeciej rundzie Ericlesa Torresa Marrina (20-11-1).
3 listopada 2017 roku odniósł jak dotąd swój największy sukces w całej zawodowej karierze. We francuskim Cahors zmierzył się o pas IBO Inter-Continental z reprezentantem gospodarzy, Frankiem Haroche (41-16-5, 17 KO). Zwyciężył przez techniczny nokaut w ósmej rundzie i tym samym wywalczył mistrzowski pas.
6 kwietnia 2019 podczas gali MB Boxing Night: Ostatni taniec w Katowicach wygrał przez TKO w piątej rundzie z Patrykiem Szymańskiem (19-2, 10 KO). Podczas pojedynku obaj pięściarze byli w sumie liczeni dziesięć razy.
5 listopada 2021 na gali Silesia Boxing Show w Rudzie Śląskiej zanotował 25. zawodowe zwycięstwo w karierze, pokonując w walce wieczoru przed czasem w drugiej rundzie Gruzina George'a Aduashviliego (19-39-2, 9 KO).